# Сфакс
Сфакс (араб. صفاقس) — місто в Тунісі. Розташоване за 270 км від столиці — міста Туніс. Місто засноване в 849 році. Є адміністративним центром вілаєту Сфакс. Друге місто в Тунісі за чисельністю населення — 340 000 чол. (2005). Промисловий центр по виробництву фосфатів.

## Клімат
Місто знаходиться у зоні, котра характеризується кліматом помірних степів та напівпустель. Найтепліший місяць — серпень із середньою температурою 27.2 °C (81 °F). Найхолодніший місяць — січень, із середньою температурою 11.7 °С (53 °F).
| Клімат Сфакса           | Клімат Сфакса | Клімат Сфакса | Клімат Сфакса | Клімат Сфакса | Клімат Сфакса | Клімат Сфакса | Клімат Сфакса | Клімат Сфакса | Клімат Сфакса | Клімат Сфакса | Клімат Сфакса | Клімат Сфакса | Клімат Сфакса |
| Показник                | Січ.          | Лют.          | Бер.          | Квіт.         | Трав.         | Черв.         | Лип.          | Серп.         | Вер.          | Жовт.         | Лист.         | Груд.         | Рік           |
| Абсолютний максимум, °C | 26            | 30            | 32            | 37            | 35            | 40            | 41            | 43            | 43            | 37            | 31            | 26            | 43            |
| Середній максимум, °C   | 16            | 17            | 18            | 21            | 24            | 28            | 31            | 31            | 29            | 25            | 20            | 17            | 23            |
| Середня температура, °C | 11            | 12            | 14            | 16            | 20            | 23            | 26            | 27            | 25            | 21            | 16            | 12            | 18            |
| Середній мінімум, °C    | 6             | 7             | 9             | 11            | 15            | 19            | 21            | 22            | 21            | 17            | 11            | 7             | 14            |
| Абсолютний мінімум, °C  | 0             | 0             | 0             | 2             | 7             | 11            | 15            | 17            | 12            | 6             | 0             | 1             | 0             |
| Норма опадів, мм        | 20            | 10            | 20            | 20            | 10            | 0             | 0             | 0             | 20            | 30            | 20            | 20            | 200           |
| ----------------------- | ------------- | ------------- | ------------- | ------------- | ------------- | ------------- | ------------- | ------------- | ------------- | ------------- | ------------- | ------------- | ------------- |
| Джерело: Weatherbase    |               |               |               |               |               |               |               |               |               |               |               |               |               |

## Історія
До кінця X століття Сфакс став незалежним містом-державою. 1148 року місто захопив король Сицилії Рожер II, і лише 1156 року місто звільнили місцеві війська. На короткий час, вже в XVI столітті, місто переходить до рук іспанців. Як осідок берберських піратів, Сфакс витримав напад Венеції 1785 року. У кінці XIX століття Сфакс разом з іншою частиною Тунісу був завойований Францією та увійшов до складу Французької імперії.
Під час Другої світової війни Країни нацистського блоку використовували місто як велику військову базу, поки британські війська не завдали їм поразки. Після Другої світової війни Туніс було повернуто Франції. Країна добилася незалежності лише 1956 року.
У 1970 році неподалік від міста виявлено доволі значні запаси нафти.

## Освіта
У Сфаксі діє ряд вищих навчальних закладів:
- ENIS (École Nationale d'Ingénieurs de Sfax) — Національна школа інженерів Сфакса
- ESCS (École Supérieure de Commerce de Sfax) — Вища школа комерції Сфакса
- Faculté de Médecine de Sfax — Факультет медицини Сфакса

## Визначні пам'ятки
- Площа Хеді Шакер — центр міста
- Вулиця Хабіба Бургібі
- Велика Мечеть Двох Бабусь (Джамі ель-Азузейн) — споруда IX століття
- Мечеть Повелителя моря (Сіді Ель-Бахрі)
- Палац Дар-Джелулі — споруда XVIII століття, Музей народних мистецтв та традицій
- Брама Баб ед-Диван (Брама Ради) — споруда XIV століття

## Міста-побратими
- Дакар, Сенегал (1965)
- Марбург, Німеччина (1971)
- Касабланка, Марокко (1981)
- Сафі, Марокко (1982)
- Оран, Алжир (1989)
- Махачкала, Росія (1990)
- Гренобль, Франція (1998)